# Arnold Sywottek

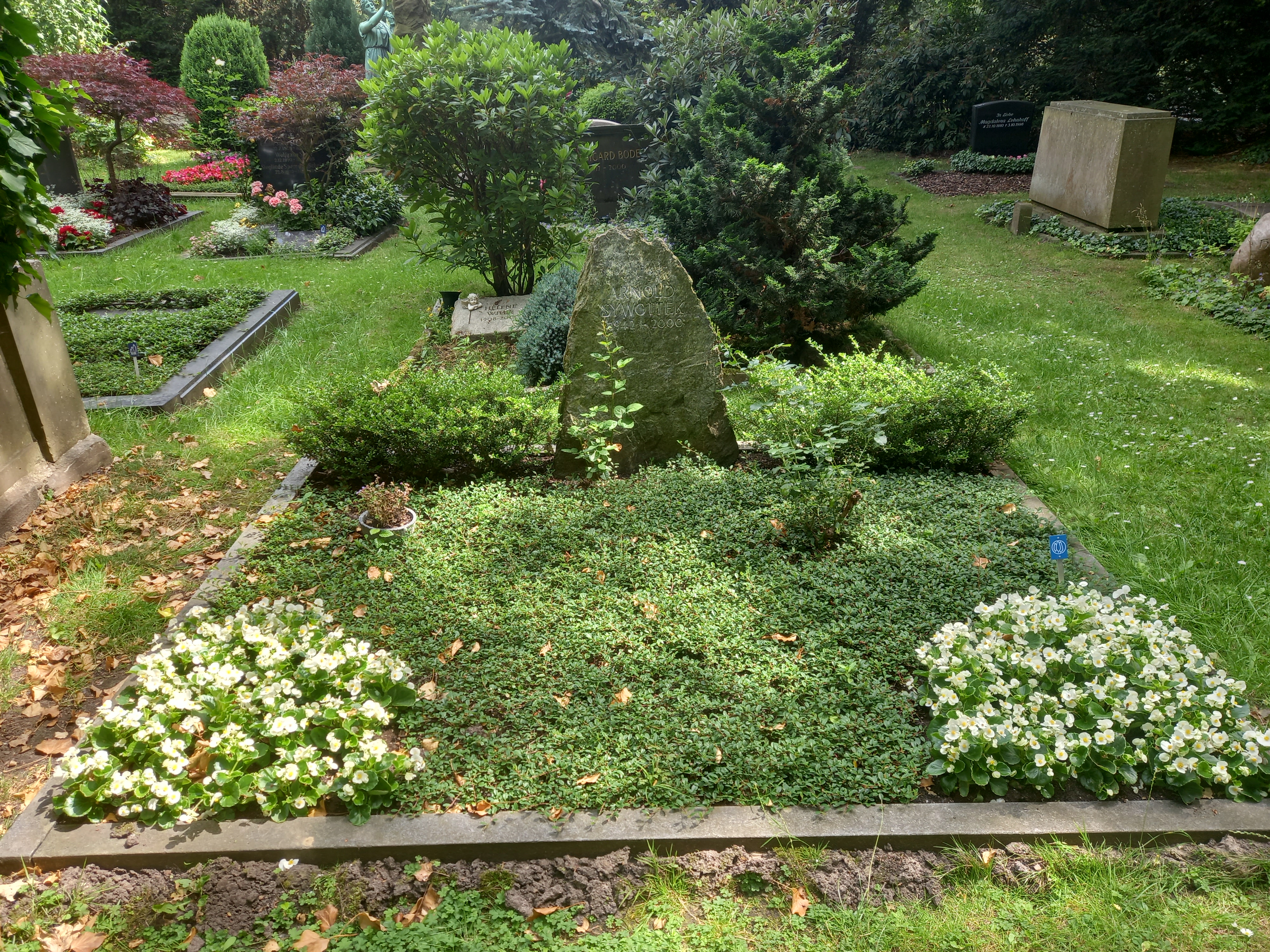
Das Grab von Arnold Sywottek auf dem Riensberger Friedhof in Bremen

Arnold Sywottek (* 1. Februar 1942 in Insterburg; † 31. August 2000 in Hamburg) war ein deutscher Historiker.
Arnold Sywottek stammte aus Ostpreußen und wuchs in einfachen Verhältnissen in Cuxhaven und dann in Hamburg auf. Nach einigen Berufsjahren begann er über den Zweiten Bildungsweg 1961/62 das Studium der Geschichte, Germanistik, Politischen Wissenschaft an der Universität Hamburg. Zu seinen akademischen Lehrern zählte Friedrich-Karl Proehl. 1970 wurde Sywottek mit einer von Fritz Fischer betreuten Arbeit über die „Vorgeschichte der SED“ promoviert. Anschließend war er als Forschungsreferent für die Friedrich-Ebert-Stiftung in Bonn tätig. 1974 übernahm er eine Professur am Historischen Seminar der Universität Hamburg. Unter Sywottek wurde die Zeitgeschichte ein eigener Arbeitsbereich in Hamburg. 1997 wurde er erster Direktor der Forschungsstelle für Zeitgeschichte (vormals Forschungsstelle für die Geschichte des Nationalsozialismus). Als Direktor beteiligte er sich wesentlich an der Konzeption eines Projekts zur Geschichte Hamburgs im „Dritten Reich“. In der Forschungsstelle für Zeitgeschichte verstarb er 2000 an einem Herzinfarkt.
Sywottek war ein ausgewiesener Kenner für die Geschichte der SBZ/DDR und der Bundesrepublik. Seine Forschungsergebnisse hatten auch nach Öffnung der ostdeutschen Archive Gültigkeit. Weitere Forschungsschwerpunkte waren die Geschichte Hamburgs und Altonas nach 1945. Er legte mehr als 100 Publikationen vor. Sywottek legte seine Schwerpunkte auf zu seiner Zeit wenig behandelte Themen, wie die Arbeitswelt, die Wohnverhältnisse oder die Integration von Flüchtlingen. Er war Mitherausgeber mehrerer Sammelbände zur hamburgischen Arbeiterschaft und Arbeiterbewegung.
Sywottek war Leiter mehrerer von der Deutschen Forschungsgemeinschaft und der Volkswagenstiftung geförderter Projekte. 1980 war er Mitinitiator und Mitbegründer des Hamburger Arbeitskreises für Regionalgeschichte. Von 1993 bis 1995 war er Sprecher des Arbeitskreises Historische Friedensforschung, zu dessen Gründungsmitgliedern er gehörte. Als akademischer Lehrer betreute er fast dreißig Doktorarbeiten. Sywottek übernahm zahlreiche Ämter in der akademischen Selbstverwaltung. Von 1977 bis 1979 war er Geschäftsführender Direktor des Historischen Seminars in Hamburg und von 1994 bis 1996 Vizepräsident der Universität Hamburg.

## Schriften
Monografien
- Deutsche Volksdemokratie. Studien zur politischen Konzeption der KPD 1935–1946 (= Studien zur modernen Geschichte. Bd. 1). Bertelsmann, Düsseldorf 1971, ISBN 3-571-09191-4 (Zugleich: Hamburg, Universität, Dissertation, 1970).
- Geschichtswissenschaft in der Legitimationskrise. Ein Überblick über die Diskussion um Theorie und Didaktik der Geschichte in der Bundesrepublik Deutschland 1969–1973 (= Archiv für Sozialgeschichte. Beiheft 1). Neue Gesellschaft, Bonn-Bad Godesberg 1974, ISBN 3-87831-180-X.

Herausgeberschaften
- Das andere Altona. Beiträge zur Alltagsgeschichte (= Ergebnisse. Bd. 27, ZDB-ID 2473773-2). Ergebnisse-Verlag, Hamburg 1984.
- mit Arno Herzig, Dieter Langewiesche: Arbeiter in Hamburg. Unterschichten, Arbeiter und Arbeiterbewegung seit dem ausgehenden 18. Jahrhundert. Verlag Erziehung und Wissenschaft, Hamburg 1983, ISBN 3-8103-0807-2.
- mit Axel Schildt: Massenwohnung und Eigenheim. Wohnungsbau und Wohnen in der Großstadt seit dem Ersten Weltkrieg. Campus Forschung, Frankfurt am Main 1988, ISBN 3-593-33989-7.
- mit Axel Schildt: Modernisierung im Wiederaufbau. Die westdeutsche Gesellschaft der 50er Jahre (= Reihe Politik- und Gesellschaftsgeschichte. Band 33). Dietz, Bonn 1998, ISBN 3-8012-4042-8.